# Hemarthria
Hemarthria és un gènere de plantes de la família de les poàcies, ordre de les poals, subclasse de les commelínides, classe de les liliòpsides, divisió dels magnoliofitins.

## Taxonomia
- H. altissima (Poiret) Stapf et C.E. Hubbard
- H. humilis